# Ледени изазов
Ледени изазов (енгл. Ice Bucket Challenge) у периоду од јула до августа 2014. године био једна од највиралнијих активности на интернету. Циљ леденог изазова у свету је да се скупи новац за клиничка истраживања лека за амиотрофичном латералну склерозу и за помоћ пацијентима који болују од те ретке и врло тешке неуролошке болести.
Амиотрофична латерална склероза (АЛС), познатија као Лоу Гехринга болест, тешка је и најчешће смртоносна неуролошка болест, која захвата готово све мишиће тела, те оболелог на крају оставља потпуно непокретног, али и сасвим свесног свог стања. Оболети може свако, премда се најчешће ради о особама средње животне доби, а АЛС и даље остаје једна од најмистериознијих и најмање истраживаних болести које могу задесити наша крхка тела, те још увек нисмо нити мало ближе проналаску некаквог лека. Из дана у дан смењују се снимци познатих који прихватају изазов и пре свега скрећу пажњу на себе. Људи који болују од АЛС-а за сада од тога немају користи.

## Познате личности из региона које су учествовале у леденом изазову
- Новак Ђоковић
- Јелена Карлеуша
- Северина Вучковић
- Јелена Розга
- Дино Мерлин
- Жељко Јоксимовић
- Сека Алексић
- Марија Шерифовић
- Марина Туцаковић
- Емина Јаховић
- Бобан Рајовић
- Никола Роквић
- Милица Тодоровић
- Чеда Јовановић
- Станија Добројевић
- Боки 13